# Catherine Bokassa
Catherine Bokassa z domu Denguiadé (ur. 7 sierpnia 1949 w Czadzie) – cesarzowa Cesarstwa Środkowoafrykańskiego w latach 1977–1979, żona Jeana-Bedela Bokassy.

## Historia
Była córką dalekiego kuzyna Bokassy i Czadyjki. Uczęszczała do Liceum im. Piusa XII w Bangi. Idąc do tej szkoły w 1964 po raz pierwszy spotkała na swojej drodze Bokassę. Kilka dni później została przez niego porwana i uwięziona, on natomiast poprosił rodziców o jej rękę. Wyrazili zgodę nie pytając o nią Catherine i w czerwcu 1965 miał miejsce ich ślub i narodziny pierwszego dziecka – córki Reine. Catherine urodziła jeszcze sześcioro dzieci, w tym następcę tronu Jeana-Bedela Georges’a. W życiu prywatnym Bokassa usiłował całkowicie uzależnić od siebie pannę młodą i poddawał ją nieustannej kontroli, chociaż sam ożenił się w trakcie trwania tego małżeństwa jeszcze z ośmioma kobietami.
4 grudnia 1977 w Bangi została koronowana (mimo jej sprzeciwów) na cesarzową nowo powstałego Cesarstwa Środkowoafrykańskiego. Jako jedyna z małżonek władcy dostąpiła tego zaszczytu. Bokassa bezskutecznie dążył do unieważnienia przez Kościół katolicki poprzedniego ślubu zawartego w Kościele katolickim z Belgijką Astrid van Erpe, aby związek z Catherine przypieczętować w sposób religijny. Po wyjeździe dzieci na edukację w Szwajcarii jej życie stało się swobodniejsze. Poświęciła się krawiectwu i otworzyła w stolicy kraju butik z odzieżą, często spędzała czas w Hardricourt.
Pod koniec lata 1979 została wezwana przez Valery’ego Giscarda d’Estaing do jego willi w Dzielnicy XVI. 22 maja zaprosił ją do stolicy Francji, oficjalnie, by zweryfikować plotki na temat niesnasek między nim a Bokassą. Po przybyciu Giscard ostrzegł ją o „wielkim poruszeniu w Bangi” i wyraził prośbę, by namówiła męża do szybkiej abdykacji w zamian za azyl we Francji. Catherine zrobiła to, dzwoniąc do Jeana-Bedela z prywatnej linii, na co ten nie przystał.
21 września 1979 próbowała go odwieść od zamiaru powrotu do Bangi w rozmowie telefonicznej. Dopiero pod koniec listopada tego roku przyjechała do Indenie, ubogiej dzielnicy stolicy Wybrzeża Kości Słoniowej, gdzie znalazł się Bokassa. Przedtem sprzedała m.in. większość przedmiotów z ich willi we Francji oraz opróżniła konto bankowe w Romorantin (kilka tysięcy franków). Na sprzedaż miały też pójść z jej inicjatywy insygnia cesarskie. Załatwiła sobie również zaświadczenie lekarskie z 8 listopada z kliniki w Neuilly, zabraniające wszelkich kontaktów seksualnych między nimi. Wkrótce potem wyprowadziła się do Szwajcarii.
Przed śmiercią w 1996 Bokassa publicznie oskarżał Valery’ego Giscarda o rozkochanie w sobie Catherine, jednak te zarzuty okazały się bezpodstawne.